# Siren (rodzaj)
Siren – rodzaj płazów ogoniastych z rodziny syrenowatych (Sirenidae).

## Zasięg występowania
Rodzaj obejmuje gatunki występujące w południowo-wschodnich Stanach Zjednoczonych od okolic Waszyngtonu, na południe wzdłuż wybrzeża przez Karolinę Południową po Florydę i na zachód do Teksasu, na północ do Illinois i Indiany oraz północny Tamaulipas i północno-środkowy Veracruz w Meksyku.

## Systematyka

### Etymologia
Siren (Syren, Sirena, Sirene): gr. σειρην seirēn „syrena”.

### Podział systematyczny
Do rodzaju należą następujące występujące współcześnie gatunki:
- Siren intermedia Barnes, 1826 – syrena mniejsza[8]
- Siren lacertina Österdam, 1766 – syrena jaszczurowata[8]
- Siren nettingi Goin, 1942
- Siren reticulata Graham, Kline, Steen & Kelehear, 2018
- Siren sphagnicola Fedler, Enge & Moler, 2023

Opisano również gatunek wymarły z miocenu dzisiejszych Stanów Zjednoczonych:
- Siren miotexana Holman, 1977